# Паулу Асунсан
Паулу Асунсан да Сілва (порт. Paulo Assunção da Silva; 25 січня 1980, Варзеа-Гранді) — бразильський футболіст, опорний півзахисник.

## Кар'єра

### Ранні роки / Порту
Паулу Асунсан народився у Варзеа-Гранді. Вихованець клубу «Палмейрас». У 20 років він поїхав до Португалії, до клубу «Порту», але там грав лише за другу команду клубу. Повернувшись з Португалії до «Палмейраса», Асунсан провів у клубі два роки, перш ніж знову спробувати свої сили в португальській першості, в клубі «Насіунал» з Фуншала, в якому Асунсан дебютував 23 січня 2003 року в матчі проти клубу «Вікторія» Гімарайнш, що завершився нульовою нічиєю. 
Після двох вдалих сезонів в «Насіуналі», Асунсан знову перейшов до «Порту», але перед початком першого сезону його віддали в оренду до клубу "АЕК". По закінченні сезону, в червні, він повернувся до «Порту», з яким, уже гравцем основного складу виграв три чемпіонати Португалії, щоправда перший сезон був потьмарений травмою лівої ноги.

### Атлетіко Мадрид
6 липня 2008 року Асунсан перейшов до «Атлетіко Мадрид», скориставшись з 17-ї статті з трансферного регламенту ФІФА, згідно з якою, гравець старший 28 років, що відіграв за клуб понад 3 роки, має право в односторонньому порядку розірвати контракт з клубом.
Він швидко призвичаївся до гри в столичному клубі й зіграв усі матчі ла-Ліга 2008—2009, допомігши як і попереднього року посісти четверте місце, а потім кваліфікуватись до Ліги чемпіонів 2009—2010.
Спрямований на захист Асунсан свій перший гол за Colchoneros забив 17 січня 2010 року, коли його команда вдома перемогла хіхонський Спортінг з рахунком 3–2. 2 жовтня 2010 року Асунсан продовжив контракт з «Атлетіко» до 2013 року. Свою позицію першого вибору в лінії півзахисту він втратив у середині сезону 2010–11, коли клуб підписав контракт з Маріо Суаресом.
У сезоні 2011–12 Асунсан був тільки четвертим вибором на своїй позиції після Суареса, Габі та Тьягу. Він шість разів з'являвся на полі – чотири рази в стартовому складі – коли Атлетіко досягнув фіналу Ліги Європи 2011—2012 і виграв у ньому.

### São Paulo / Deportivo
20 липня 2012 року гравець підписав контракт з клубом «Сан-Паулу» строком до кінця сезону 2012. Але 28 грудня його розірвано за обопільною згодою. Потім гравець повернувся до Іспанії й став гравцем Депортіво Ла-Корунья.
У січні 2014 року 34-річний Асунсан уклав контракт з Левадіакосом, що виступав у грецькій Суперлізі, але в червні він покинув клуб, так і не зігравши в жодному офіційному матчі.

## Особисте життя
Син Паулу, Густаву, також є професійним футболістом.

## Статистика виступів

### За клуб
| Клуб               | Сезон              | Ліга | Ліга | Кубок | Кубок | Кубок ліги | Кубок ліги | Європа | Європа | Інші | Інші | Загалом | Загалом |
| Клуб               | Сезон              | Ігри | Голи | Ігри  | Голи  | Ігри       | Голи       | Ігри   | Голи   | Ігри | Голи | Ігри    | Голи    |
| ------------------ | ------------------ | ---- | ---- | ----- | ----- | ---------- | ---------- | ------ | ------ | ---- | ---- | ------- | ------- |
| Палмейрас          | 1999               | 0    | 0    | 0     | 0     | —          | —          | 0      | 0      | 2    | 0    | 2       | 0       |
| Палмейрас          | 2000               | 0    | 0    | 1     | 0     | —          | —          | 0      | 0      | 5    | 0    | 6       | 0       |
| Палмейрас          | Загалом            | 0    | 0    | 1     | 0     | —          | —          | 0      | 0      | 7    | 0    | 8       | 0       |
| Порту Б            | 2000–01            | 36   | 4    | —     | —     | —          | —          | —      | —      | —    | —    | 36      | 4       |
| Порту              | 2000–01            | 0    | 0    | 0     | 0     | —          | —          | 0      | 0      | —    | —    | 0       | 0       |
| Палмейрас          | 2001               | 2    | 0    | —     | —     | —          | —          | —      | —      | —    | —    | 2       | 0       |
| Палмейрас          | 2002               | 22   | 0    | 0     | 0     | —          | —          | —      | —      | 2    | 0    | 24      | 0       |
| Палмейрас          | Загалом            | 24   | 0    | 0     | 0     | —          | —          | —      | —      | 2    | 0    | 26      | 0       |
| Насьйональ         | 2002–03            | 16   | 1    | 0     | 0     | —          | —          | —      | —      | —    | —    | 16      | 1       |
| Насьйональ         | 2003–04            | 34   | 1    | 3     | 0     | —          | —          | —      | —      | —    | —    | 37      | 1       |
| Насьйональ         | Загалом            | 50   | 2    | 3     | 0     | —          | —          | —      | —      | —    | —    | 53      | 2       |
| Porto              | 2004–05            | 0    | 0    | —     | —     | —          | —          | —      | —      | —    | —    | 0       | 0       |
| Porto              | 2005–06            | 25   | 0    | 4     | 0     | —          | —          | 4      | 0      | —    | —    | 33      | 0       |
| Porto              | 2006–07            | 22   | 0    | 1     | 0     | —          | —          | 7      | 0      | 1    | 0    | 31      | 0       |
| Porto              | 2007–08            | 26   | 0    | 4     | 0     | 0          | 0          | 7      | 0      | 1    | 0    | 38      | 0       |
| Porto              | Загалом            | 73   | 0    | 9     | 0     | 0          | 0          | 18     | 0      | 2    | 0    | 102     | 0       |
| АЕК (оренда)       | 2004–05            | 24   | 0    | 8     | 0     | —          | —          | 5      | 0      | —    | —    | 37      | 0       |
| Атлетіко (Мадрид)  | 2008–2009          | 34   | 0    | 1     | 0     | —          | —          | 8      | 0      | —    | —    | 43      | 0       |
| Атлетіко (Мадрид)  | 2009–2010          | 30   | 1    | 7     | 0     | —          | —          | 16     | 0      | —    | —    | 53      | 1       |
| Атлетіко (Мадрид)  | 2010–2011          | 24   | 0    | 5     | 0     | —          | —          | 4      | 0      | 1    | 0    | 34      | 0       |
| Атлетіко (Мадрид)  | 2011–2012          | 9    | 0    | 2     | 0     | —          | —          | 6      | 0      | —    | —    | 17      | 0       |
| Атлетіко (Мадрид)  | Загалом            | 97   | 1    | 15    | 0     | —          | —          | 34     | 0      | 1    | 0    | 147     | 1       |
| Сан-Паулу          | 2012               | 11   | 0    | —     | —     | —          | —          | 0      | 0      | —    | —    | 11      | 0       |
| Депортіво          | 2012–2013          | 9    | 0    | —     | —     | —          | —          | —      | —      | —    | —    | 9       | 0       |
| Левадіакос         | 2013–14            | 0    | 0    | —     | —     | —          | —          | —      | —      | —    | —    | 0       | 0       |
| Загалом за кар'єру | Загалом за кар'єру | 324  | 7    | 36    | 0     | 0          | 0          | 57     | 0      | 12   | 0    | 429     | 7       |

1. ↑  Враховуючи Кубок чемпіонів Бразилії з футболу, Ліга Пауліста, Суперкубок Португалії з футболу, Турнір Ріо-Сан-Паулу та Суперкубок УЄФА

## Досягнення
- Чемпіон Португалії (3): 2005/06, 2006/07, 2007/08
- Володар Кубка Португалії: 2005/06
- Володар Суперкубка Португалії: 2005
- Переможець Ліги Європи (2): 2009/10, 2011/12
- Переможець Суперкубка УЄФА (1): 2010
- Володар Південноамериканського кубка (1): 2012